# Ascobolus

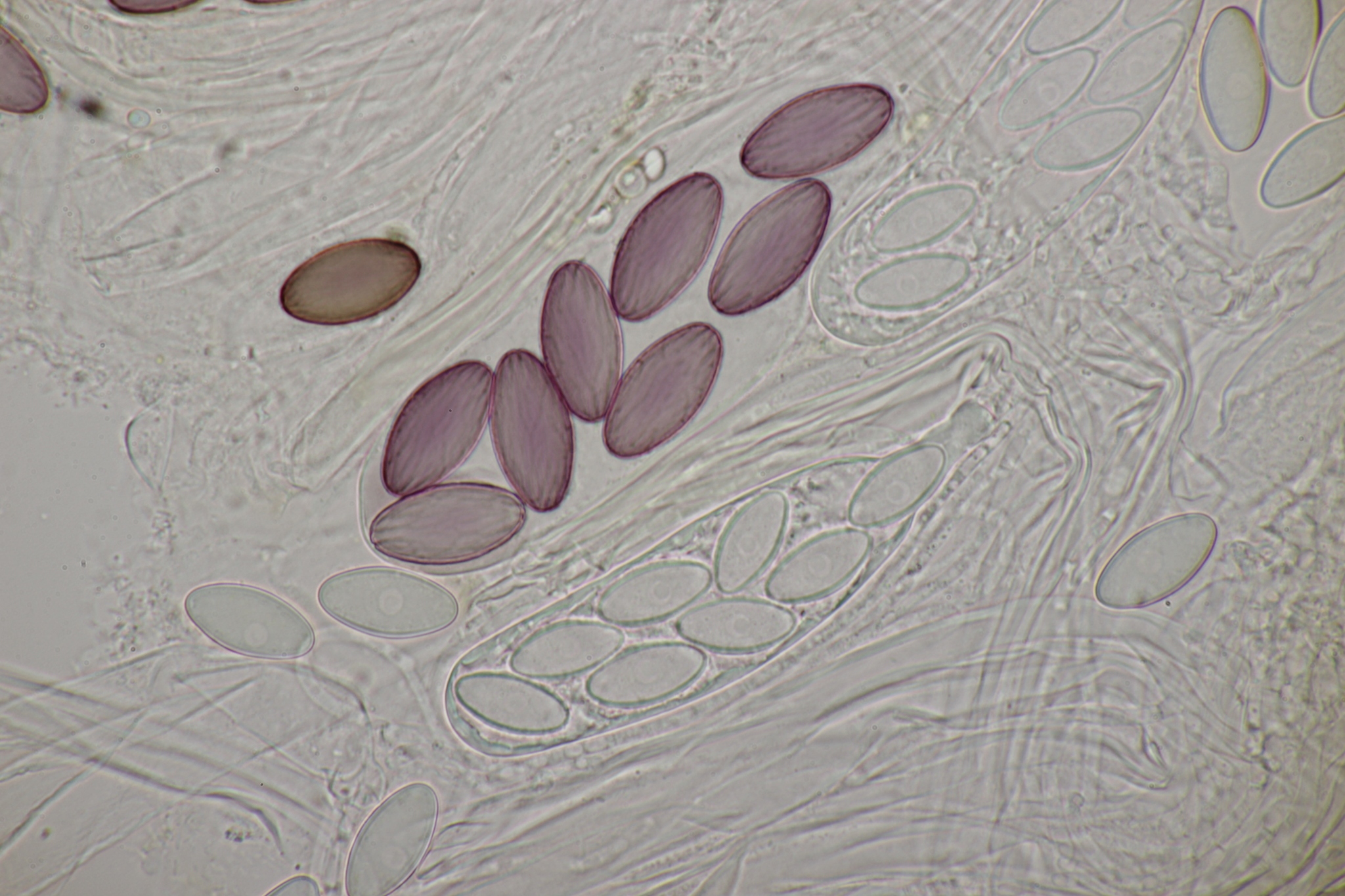
Worki Ascobolus albidus z askosporami

Ascobolus Pers. – rodzaj grzybów z typu workowców (Ascomycota).

## Charakterystyka
Grzyby koprofilne, zwykle występujące na odchodach zwierząt, ale spotykane także na rozkładających się resztkach roślin jako grzyby saprotroficzne. Rozmnażają się zarówno płciowo, jak i bezpłciowo. Rozmnażanie bezpłciowe stwierdzono tylko u niektórych gatunków. Podczas rozmnażania płciowego tworzą askokarpy typu apotecjum. Worki wystają nad hymenium.
Apotecja o średnicy do 30 mm, na powierzchni lub zagłębione w substracie, beztrzonowe, ale czasami z krótkim trzonem, półkuliste, gruszkowate, stożkowate lub kubkowate. Powierzchnia gładka, oprószona, kosmkowata lub puszysta. Parafizy smukłe, cylindryczne, często osadzone w śluzie. Worki unitunikowe, z wieczkiem, workowate lub cylindryczno-maczugowate, z zaokrąglonym lub kopulastym wierzchołkiem, w dojrzałym stanie wystające ponad powierzchnię hymenium, u niektórych gatunków amyloidalne, z 4 lub 8 zarodnikami. Askospory jednokomórkowe, kuliste do eliptycznych lub owalnych, grubościenne, czasami z galaretowatą osłonką, z pigmentem osadzonym zewnętrznie, gładkie lub różnie ornamentowane, w workach po 2–3 serie, wyrzucane pojedynczo, początkowo fioletowe, później brązowe.

## Systematyka i nazewnictwo
Pozycja w klasyfikacji według Index Fungorum: Ascobolaceae, Pezizales, Pezizomycetidae, Pezizomycetes, Pezizomycotina, Ascomycota, Fungi.
Synonimy:
- Anserina Velen.,
- Ascobolus sect. Sphaeridiobolus (Boud.) Brumm.,
- Ascobolus subgen. Dasyobolus Sacc.,
- Crouaniella (Sacc.) Lambotte,
- Dasyobolus (Sacc.) Sacc.,
- Phaeopezia subgen. Crouaniella Sacc.,
- Seliniella Arx & E. Müll.,
- Sphaeridiobolus Boud.[4]

Gatunki występujące w Polsce
- Ascobolus albidus P. Crouan & H. Crouan 1858[5]
- Ascobolus brassicae P. Crouan & H. Crouan 1857[5]
- Ascobolus brunneus Cooke 1867[5]
- Ascobolus carbonarius P. Karst. 1870[5]
- Ascobolus crenulatus P. Karst. 1868[5]
- Ascobolus epimyces (Cooke) Seaver 1928[6]
- Ascobolus foliicola Berk. & Broome 1873[5]
- Ascobolus furfuraceus Pers. 1794[5] – rzutka otrębiasta
- Ascobolus immersus Pers. 1794[5]
- Ascobolus lignatilis Alb. & Schwein. 1805[5]
- Ascobolus michaudii Boud. 1907[5]
- Ascobolus minutus Boud. 1888[5]
- Ascobolus saccharifer Brumm. 1967[7]
- Ascobolus viridis Curr. 1863[5]

Nazwy naukowe na podstawie Index Fungorum. Wykaz gatunków według M.A. Chmiel i innych. Nazwa polska na podstawie rekomendacji Komisji ds. Polskiego Nazewnictwa Grzybów przy Polskim Towarzystwie Mykologicznym.